# Antocha (Orimargula) gracilicornis
Antocha (Orimargula) gracilicornis is een tweevleugelige uit de familie steltmuggen (Limoniidae). De soort komt voor in het Oriëntaals gebied.